# Louis Latapie

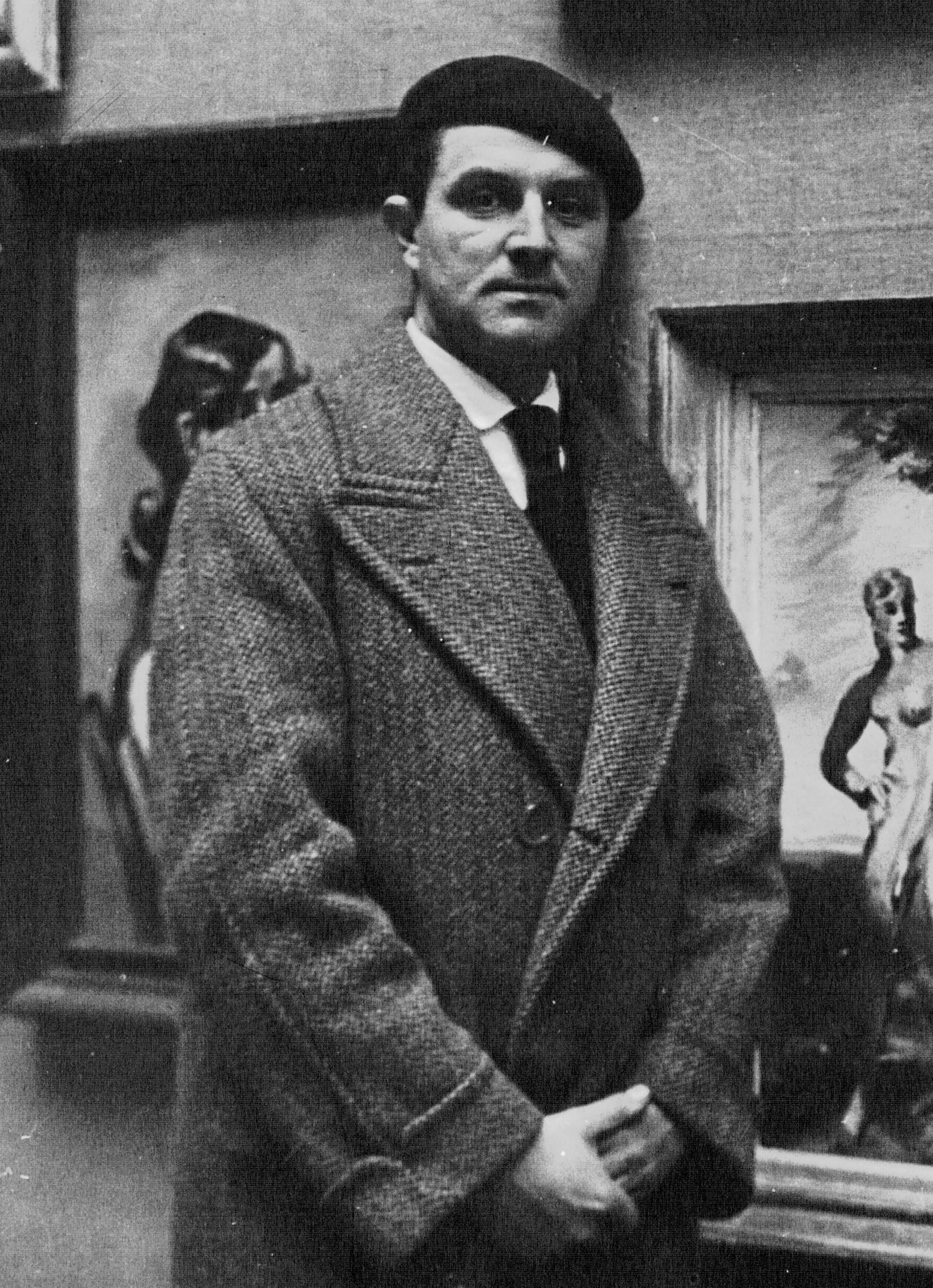
Louis Latapie en 1932, l'agence de presse Meurisse

Louis Latapie (* 11. Juli 1891 in Toulouse; † 2. Juli 1972 in Avignon) war ein französischer Maler und Grafiker. Sein Werk entwickelt sich in Form von Stillleben und weiblichen Akten in einem farbenfrohen Kubismus. In den 1950er Jahren näherte er sich durch die Vereinfachung der Formen der Abstraktion an.

## Biographie
Latapies Vater, Journalist und Direktor der Zeitung Le Télégramme, zog um 1900 nach Paris, um bei der Zeitung La Liberté zu arbeiten. In Paris besuchte Latapie das Lycée Janson-de-Sailly. Da er schon als Kind gezeichnet hatte, schrieb er sich 1910 an der École des beaux-arts in Paris ein. Dort nahm er Unterricht bei Jean-Paul Laurens, besuchte aber auch die Académie Julian und 1911 die Académie Ranson, wo er mit Paul Sérusier den Kubismus kennenlernte.
Nachdem er seinen Militärdienst in Albi absolviert hatte, wurde Louis Latapie 1914 mobilisiert. Sein älterer Bruder starb gleich zu Beginn des Krieges. Er selbst wurde in zehn Feldzügen dreimal verwundet und erhielt zwei Belobigungen. 1920 kehrte er in sein Atelier zurück, wurde Lehrer an der Académie Ranson, heiratete Estelle Isch-Wall, aus deren Ehe 1922 sein Sohn Jean-Louis, ein Patenkind von Georges Braque, hervorging, traf Max Jacob, Roger Bissière, Jean Metzinger und Jacques Villon und hatte ab 1922 seine ersten Ausstellungen. 1923 gründeten Georges Braque, Bissière, Amédée Ozenfant und Latapie die Vereinigung „Castors de Montsouris“, um originelle Häuser mit kubischer Struktur zu bauen. Nach dem plötzlichen Tod seiner Frau im selben Jahr ließ sich Louis Latapie 1925 in Toulon nieder. Dort lernte er Juan Gris kennen und gründete eine Malakademie.
Als Latapie 1927 nach Paris zurückkehrte, heiratete er Renée Meurisse. Aus dieser Ehe ging 1929 die Tochter Laure hervor, die Wandteppiche entwarf und 1954 den Maler Louttre.B, Sohn von Roger Bissière heiratete.  Er nahm seine Kurse an der Académie Ranson wieder auf und malte wie Marie Vassilieff, Jean Lombard, Maurice Savin und Jules-Emile Zingg ein Gemälde, das er in Montparnasse an einem der Pfeiler der berühmten Brasserie La Coupole anbrachte, die damals an der Stelle eines ehemaligen Holz- und Kohlelagers gebaut wurde. 1930 ließ er sich erneut in Toulon nieder und gab weiterhin einige Kurse in Paris. Aufgrund seiner finanziellen Schwierigkeiten hörte er zwischen 1932 und 1934 praktisch auf zu malen, um die Fotoreportageagentur seines verstorbenen Schwiegervaters, die erste in Frankreich, wieder aufzubauen, bevor er sie 1936 wieder verkaufte.
Während er an einer 40 m2 großen Wanddekoration für das neue Pierre-de-Coubertin-Stadion in Boulogne-Billancourt arbeitete, wurde Latapie 1939 während des Zweiten Weltkriegs mobilisiert und kehrte 1940 nach Paris zurück. Nachdem er zwei Stockwerke seines Pariser Hauses verkauft hatte, kaufte er 1946 die „Moulin Vieux“ in Seine-Port, die er zu restaurieren begann und in der er seine Werkstätten einrichtete. 1951 wurden nach seinen Entwürfen von den Manufakturen Beauvais mehrere Wandteppiche, von denen einer in der Residenz des französischen Generalkonsuls in Toronto ausgestellt wurde, und Gobelins angefertigt. Nach zwei Einzelausstellungen in Paris in den Jahren 1954 und 1956 orientierte sich seine Malerei an der Abstraktion.
In den 1960er Jahren schuf Louis Latapie mehrere Mosaike für Bildungseinrichtungen in Melun und Laval. Unter dem Titel Patafioles begann er 1963, seine Erinnerungen aufzuschreiben, die 2005 veröffentlicht wurden. 1967 trennte er sich resigniert von seiner „Mühle“ in Seine-Port, kehrte nach Paris zurück und ließ sich 1968 in Avignon nieder. 1969 überträgt er fast sein gesamtes Atelier an seinen Händler. Latapie realisiert 1970 eine Ausstellung an drei Orten in Italien. Als er 1971 für das 25. Festival d’Avignon eine Ausstellung in zwei Sälen des Papstpalastes vorbereitet, stirbt seine Frau wenige Tage vor der Vernissage.
Nach Louis Latapies Tod am 2. Juli 1972 in Avignon wurden zahlreiche Ausstellungen und Retrospektiven seiner Werke in Frankreich gezeigt, darunter in Paris, Villeneuve-sur-Lot, Toulouse, Lille, Bordeaux sowie in Eaubonne und Genf in der Schweiz und in Bilbao in Spanien.
Latapie wird der Ausspruch zugeschrieben: „Ist es meine Schuld, wenn ich in einem tiefen Atemzug Kubismus einatme und Fauvismus ausatme?“

## Rezeption
François Fosca: „Bei diesem Künstler spürt man die wahre Sensibilität eines Malers und nicht nur bloße Geschicklichkeit. Er bietet uns neue Aspekte der Natur, ohne jedoch ganz auf sie verzichten zu wollen. Diese scheinbar so freie Kunst entsteht aus echten und starken Empfindungen; und was auf den ersten Blick am willkürlichsten erscheint, ist bei genauerem Hinsehen gerechtfertigt. Ich möchte nicht das Vergnügen unterschlagen, das diese Harmonien bereiten, die Wonne einiger zarter Rosafarben, die durch Braun- und Schwarztöne hervorgehoben werden. Zusammenfassend lässt sich sagen, dass dies eine der besten Ausstellungen der Saison ist, die uns einen originellen Künstler offenbart.“
Lydia Harambourg: „Heute ist das Werk von Louis Latapie vollständig in die Geschichte der Malerei des 20. Jahrhunderts integriert und nimmt seinen rechtmäßigen Platz in den emblematischen Kapiteln ein, die durch den Kubismus zusammengefasst werden. […] Als einer der begabten jungen Maler seiner Generation, die für die großen innovativen Bewegungen empfänglich waren, wurde Louis Latapie zur Malerei geboren, indem er den Kubismus in seiner vollen Blüte annahm. Eine Zustimmung, die er mit seiner persönlichen Sicht der Wesen und Dinge zu nähren wusste und die ihn eine plastische Sprache erobern ließ, deren Einheit und Stil ihn sofort identifizierten.“
Lydwine Saulnier-Pernuit schreibt: „In der großzügigen Malerei von Louis Latapie spielt der weibliche Akt eine wesentliche Rolle. Von den 1920er Jahren bis zu seinem Tod ist er das Thema vieler Gemälde, ein Leitmotiv mit zahlreichen Variationen.“ Der Akt sei oft allein, die weibliche Figur werde mit dem Thema der Karyatiden in einem vertikalen Format, in einem klassischen Hieratismus gezeigt. Mit den Triaden greife Latapie schließlich die klassische Anspielung auf die drei Grazien auf. In seiner der Avignoner Periode sei er zu einer bis dahin nie erreichten Gewalt der Farben und einer Vereinfachung der Formen gelangt.

## Ausstellungen

### Einzelausstellungen
- Galerie Druet, Paris, 1929
- Galerie Barreiro, Paris, 1930.
- Galerie La Licorne, Paris, 1931.
- Louis Latapie, petits formats, galerie Urban, Paris, 1970.
- Palais des papes, Avignon, 1971.
- Musée d'Art et d'Histoire de Melun, 1985.
- Hommage à Louis Latapie, musée Gaston-Rapin et théâtre Georges-Leygues, Villeneuve-sur-Lot; musée des Augustins de Toulouse, 1988.
- Galerie Mischkind, Lille, mai-juin 1989.
- Louis Latapie. Cent dessins pour un centenaire, château prieural de Monsempron-Libos, été 1991.
- Hommage à Louis Latapie, galerie Anne-Marie Marquette - Le Troisième Œil, Paris, février 2004.
- Musée de Gajac, Villeneuve-sur-Lot, juin-octobre 2004.
- Patafioles. Un peintre dans son siècle: présentation des écrits autobiographiques et d'un ensemble d'œuvres de Louis Latapie, galerie du Montparnasse, Paris, juin 2005.
- Louis Latapie. Le goût de la forme, Orangerie des musées, Sens (Yonne), avril-juin 2006.
- Cent Latapie pour une exposition, Galeria d'arte Rembrandt, Bilbao, octobre 2007.

### Gruppenausstellungen
- Salon des indépendants, Paris, 1920.
- Salon des Tuileries, Paris, à partir de 1923.
- Biennale de Venise, 1924.
- Salon d’automne, Paris, 1936, 1937, 1941, 1946, 1947.
- Vingt ans d'acquisitions, musée des Augustins, Toulouse, mai 1969
- Le cycle des peintres des piliers de la Coupole, brasserie La Coupole, Paris, juin-septembre 2004.
- Figures de femmes, figures de l'histoire de France - Marc Baumann, Louise Bourgeois, Jules Cavaillès, Louis Latapie, Le Corbusier, Henri Matisse, Joan Miró, Pablo Picasso…, Galerie nationalde de la tapisserie, Beauvais, juillet 2010 - février 2011.
- Montparnasse années 30 - Éclosions à l'Académie Ranson, palais du roi de Rome, Rambouillet, décembre 2015 - janvier 2016.

## Öffentliche Ankäufe
- Ader Picard Tajan, commissaires-priseurs, Louis Latapie, 1891-1972 - peintures: vente de 154 œuvres, Paris, hôtel Drouot, 8 octobre 1986.
- Cornette de Saint Cyr, commissaire-priseur, Louis Latapie, 1891-1972, Collection de M C. - Petits formats, galerie Urban, vente des lots 131 et de 134 à 181, Paris, hôtel Drouot, 6 avril 2016.

## Öffentliche Sammlungen
- Aups, musée Simon-Segal.
- Avignon, musée Calvet,
- Cabourg, musée Michel-Piel (fermé).
- Dunkerque, Lieu d'art et action contemporaine de Dunkerque.
- Genève, Petit Palais: Le Trapéziste, 1920.
- Issoire, Centre d'art contemporain Christian Karoutzos.
- Paris:
  - Mobilier national, dont dépôt: Le Bellevue, Biarritz, La Fontaine, tapisserie des Gobelins.
  - Musée d'Art moderne de Paris: Le Marché aux poissons, vers 1920-1925.
  - Musée national d'Art moderne: Nature morte à la guitare, 1959.
- Poitiers, musée Sainte-Croix.
- Toulouse, musée des Augustins: Paysage de montagne, huile sur carton.
- Villeneuve-sur-Lot, musée de Gajac.

## Bibliographie
- Émile-François Julia, « Latapie », L'Amour de l'art, n°|6, juin 1929, pp. 201-207 (en ligne sur Gallica [archive]).
- Marcel Pouvreau, Latapie, Paris, Galerie Rive Gauche, 1954.
- Waldemar-George et René Massat, Louis Latapie, Paris, Galerie J. C. de Chaudun, 1957.
- (en) Raymond Nacenta, The School of Paris - The painters and the artistic climate of Paris since 1910, Oldbourne Press, 1960.
- Silvagui, René Massat et Guignard-Mayeur, Louis Latapie, ville de Dammarie-lès-Lys, 1967.
- René Massat, Louis Latapie, Paris, Prisme, 1968.
- André Urban, Louis Latapie, Paris, Galerie Urban, 1970.
- Ader, Picard et Tajan, commissaires-priseurs (texte de Pierre-Marie Christain), Louis Latapie, 1891-1972, hôtel Drouot, 8 octobre 1986.
- Louis Latapie, textes de Walter Lewino, Chantal Lanvin et Denis Milhau, Villeneuve-sur-Lot (musée Gaston Rapin et Théâtre Georges Leygues) et Toulouse (musée des Augustins), 1988.
- Raphaël-Georges Mischkind, Latapie, Monsempron-Libos, château prieural, 1991.
- Patrick-F. Barrer, L'histoire du Salon d'automne de 1903 à nos jours, Arts et Images du Monde, 1992.
- Gérald Schurr, Le Guidargus de la peinture, Les Éditions de l'Amateur, 1996.
- Emmanuel Bénézit (article de Jacques Busse), Dictionnaire des peintres, sculpteurs, dessinateurs et graveurs, Gründ, 1999.
- Jean-Pierre Delarge, Dictionnaire des artis plastiques modernes et contemporains, Gründ, 2001.
- Lydia Harambourg, Dictionnaire des peintres de l'École de Paris, 1945-1965, Neuchâtel, Éditions Ides et Calendes, 1993 (ISBN 2-825-80048-1); nouvelle édition, 2010, pp. 293-294 (ISBN 978-2-825-80241-0).
- Lydia Harambourg, Louis Latapie, biographie par Isabelle Bissière, Neuchâtel, Éditions Ides et Calendes, 2003.
- Jean-Louis Latapie (préface de Michel Bay, postface de Jean-Pierre Flory), La ballade des peintres - Braque, Bissière, Latapie, L'Harmattan, 2003.
- Hélène Lagès et Jean-Jacques Lévêque, Louis Latapie, Éditions du Musée de Gajac, 2004.
- Louis Latapie (avant-propos de Laure Latapie, avertissement aux lecteurs de Jean-Louis Latapie, préface de Jean-Pierre Flory, postface de Michel Bay), Patafioles - Écrits autobiographiques, Paris, Éditions du CNRS, 2005.
- Lydia Harambourg, Lydwine Saulnier-Pernuit et Bernard Ethuin-Coffinet, Louis Latapie, Éditions des Musées de Sens, 2006 (ISBN 2-913-90919-1).